# Sophie Rois
Sophie Rois (Ottensheim, 1º giugno 1961) è un'attrice austriaca.

## Filmografia parziale

### Cinema
- Wir können auch anders..., regia di Detlev Buck (1993)
- Die Siebtelbauern, regia di Stefan Ruzowitzky (1998)
- Il nemico alle porte (Enemy at the Gates), regia di Jean-Jacques Annaud (2001)
- Liegen lernen, regia di Henk Handloegten (2003)
- Drei, regia di Tom Tykwer (2010)
- La vita nascosta - Hidden Life (A Hidden Life), regia di Terrence Malick (2019)
- La scuola degli animali magici (Die Schule der magischen Tiere), regia di Gregor Schnitzler (2021)
- A E I O U – Das schnelle Alphabet der Liebe, regia di Nicolette Krebitz (2022)
- Berlin Nobody, regia di Jordan Scott (2024)

### Televisione
- Die Manns - Ein Jahrhundertroman  - serie TV, 3 episodi (2001)
- L'uomo per bene - Le lettere segrete di Heinrich Himmler (The Decent One), regia di Vanessa Lapa (2014)
- Barbari (Barbaren) - serie TV, 7 episodi (2020-2022)

### Doppiaggio
- Molly Monster - The Movie - film animato, voce di Molly (2016)

## Doppiatrici italiane
Nelle versioni in italiano delle opere in cui ha recitato, Sophie Rois è stata doppiata da:
- Jessica Loddo ne La scuola degli animali magici
- Roberta Gasparetti in Berlin Nobody

Da doppiatrice, è stata sostituita da:
- Emanuela Ionica in Molly Monster - The Movie